# Ацетобактер

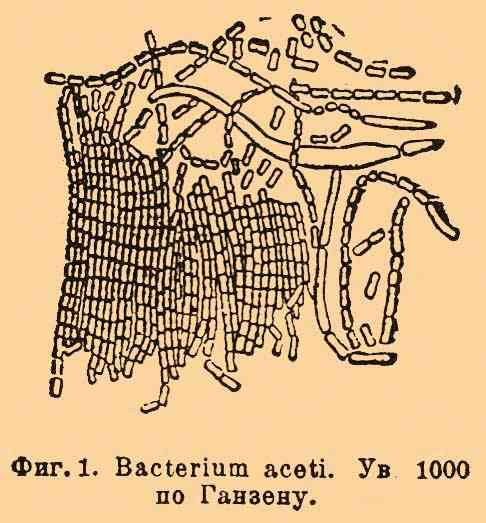
Bacterium aceti — синоним Acetobacter aceti

Ацетоба́ктер (лат. Acetobacter) — род бактерий из семейства Acetobacteraceae класса альфа-протеобактерий, характеризующийся умением окислять этанол до уксусной кислоты, ацетат и лактат — до CO2 и H2O.

## Биологическое описание
Клетки от эллипсоидных до палочковидных, прямые или слегка изогнутые, размером 0,6—0,8 × 1,0—4,0 мкм, одиночные, в парах или цепочках.
У некоторых штаммов часто присутствуют инволюционные формы, которые могут быть сферическими, удлиненными, раздутыми, булавовидными, изогнутыми или нитевидными.
Клетки подвижные или неподвижные; у подвижных жгутики петрихиальные или латеральные.
Эндоспор не образуют. По Граму окрашиваются отрицательно (в редких случаях вариабельно).
Облигатные аэробы; метаболизм дыхательного типа, никогда не бродильного.
Колонии бледные, большинство штаммов пигменты не продуцирует.
Для небольшого числа штаммов характерно образование водорастворимых пигментов или розовая окраска колоний за счёт порфиринов.
Каталазоположительные и оксидазоотрицательные.
Желатин не разжижают, индол и H2S не образуют.
Наилучшими источниками углерода для роста служат этанол, глицерол и лактат.
Образуют кислоту из н-пропанола, н-бутанола и D-глюкозы.
Лактозу и крахмал не гидролизуют.
Хемоорганотрофы.
Оптимальная температура +25…+30 °C. Оптимальный диапазон pH 5,4—6,3.
Виды Acetobacter встречаются на цветах, фруктах, медоносных пчёлах, в Саке, спиртовом напитке из сока агавы, южно-африканском пиве банту, кефире, пивных дрожжах, уксусе, буковых стружках из чанов-окислителей и чанах-окислителях, используемых в производстве уксуса, соке сахарного тростника, «чайном грибе», растительных дубильных растворах, «нате», садовой почве и воде каналов.
Некоторые представители рода Acetobacter могут вызывать розовую болезнь плодов ананасов и гниль яблок и груш.
Бактерии, относящихся к одному из видов, — микроаэрофилы и азотфиксаторы; они присутствуют на корнях и стеблях сахарного тростника.

## Использование
Acetobacter имеет определённое значение для коммерции поскольку:
- используется для производства уксуса (см. Уксусная матка);
- может портить вина, производя уксусную кислоту или этилацетат;
- используется для интенсивного подкисления пива в ходе долгого периода созревания при производстве традиционных фламандских кислых элей.

Komagataeibacter xylinus (ранее A. xylinus) — главный производитель микробиологической целлюлозы. Она существенно отличается от целлюлозы растений, поскольку в ней нет лигнина и гемицеллюлозы, а её волокна более длинные и прочные. Эту целлюлозу широко употребляют в пищу на Филиппинах, где она является основным компонентом популярного десерта.
Gluconobacter oxydans (ранее A. suboxydans) — окислитель D-сорбита в L-сорбозу в реакции Рейхштейна — Грюсснера при получении аскорбиновой кислоты (витамина C) из глюкозы.